# Elmshorner Nachrichten
Die Elmshorner Nachrichten sind eine 1851 gegründete regionale Tageszeitung für den Raum Elmshorn. Sie erscheint im Verlag A. Beig Druckerei und Verlag GmbH & Co. KG. Die verkaufte Auflage betrug im 2. Quartal 2023 6079 Exemplare (zum Vergleich: 4/2012: 11.395 Exemplare).

## Aufbau
Die Tageszeitung gliedert sich in zwei Bücher: Lokales (Berichterstattung aus den Kommunen im Kreis Pinneberg sowie Ellerau, Bad Segeberg) und Regionales (Kreis Pinneberg, Schleswig-Holstein, Hamburg) sowie Überregionales (Deutschland und die Welt) und Vermischtes.
Chefredakteure sind Gerrit Bastian Mathiesen und Jan Schönstedt. Sie verantworten alle Produkte des Medienhauses, d. h. auch das Pinneberger Tageblatt, Quickborner Tageblatt, Schenefelder Tageblatt, Wedel-Schulauer Tageblatt, Barmstedter Zeitung, Uetersener Nachrichten sowie die digitalen Medien. Herausgeber sind Werner F. Ebke und der Verleger Jan Dirk Elstermann.
Seit 1999 besteht die Homepage. Seit Dezember 2009 gibt es die Tageszeitung als ePaper. Seit Dezember 2012 ist die Tageszeitung als App für iPhone und iPad erhältlich.

## Geschichte
Der Elmshorner Buchbinder Claus Hinrich Dieck veröffentlichte am 1. Oktober 1851 die erste Ausgabe der Elmshorner Nachrichten. Er bezeichnete die damals zunächst vier Seiten umfassende Lokalzeitung als „Unterhaltungs- und Intelligenzblatt“. 1877 verkaufte Claus Hinrich Dieck die Elmshorner Nachrichten an Julius Schüthe, der sie bis zum Tod leitete. 1901 übernahm Redakteur Emil Koch von Julius Schüthe die Tageszeitung, in dessen Familienbesitz die Elmshorner Nachrichten bis Frühjahr 1971 verblieben. Die Familie Koch verkaufte nach einer Erbauseinandersetzung die Tageszeitung an den Axel-Springer-Verlag, der sie 2009 an den Schleswig-Holsteinischen Zeitungsverlag sh:z verkaufte. Zum 1. Januar 2013 übernahm der A. Beig-Verlag den Betrieb vom Schleswig-Holsteinischen Zeitungsverlag sh:z.

## Auflage
Die Auflage der Elmshorner Nachrichten wird seit 2012 gemeinsam mit der Barmstedter Zeitung ausgewiesen. In den vergangenen Jahren haben die beiden Zeitungen an Auflage eingebüßt. Die verkaufte Auflage ist seit 2012 um durchschnittlich 6,3 % pro Jahr gesunken. Im letzten Jahr lag die Abnahme bei 10,5 %. Sie beträgt gegenwärtig 5124 Exemplare. Der Anteil der Abonnements an der verkauften Auflage liegt bei 87,9 Prozent.

### Elmshorner Nachrichten
| 1998  | 1999  | 2000  | 2001  | 2002  | 2003  | 2004  | 2005  | 2006  | 2007  | 2008  | 2009 | 2010 | 2011 | 2012 | 2013 | 2014 | 2015 | 2016 | 2017 | 2018 | 2019 | 2020 | 2021 | 2022 | 2023 | 2024 |
| ----- | ----- | ----- | ----- | ----- | ----- | ----- | ----- | ----- | ----- | ----- | ---- | ---- | ---- | ---- | ---- | ---- | ---- | ---- | ---- | ---- | ---- | ---- | ---- | ---- | ---- | ---- |
| 12407 | 12180 | 12070 | 11689 | 11180 | 10685 | 10789 | 11030 | 10758 | 10775 | 10157 | 9904 | 9817 | 9571 |      |      |      |      |      |      |      |      |      |      |      |      |      |

### Elmshorner Nachrichten plus Barmstedter Zeitung
| 1998 | 1999 | 2000 | 2001 | 2002 | 2003 | 2004 | 2005 | 2006 | 2007 | 2008 | 2009 | 2010 | 2011 | 2012  | 2013  | 2014  | 2015  | 2016  | 2017 | 2018 | 2019 | 2020 | 2021 | 2022 | 2023 | 2024 |
| ---- | ---- | ---- | ---- | ---- | ---- | ---- | ---- | ---- | ---- | ---- | ---- | ---- | ---- | ----- | ----- | ----- | ----- | ----- | ---- | ---- | ---- | ---- | ---- | ---- | ---- | ---- |
|      |      |      |      |      |      |      |      |      |      |      |      |      |      | 11395 | 10985 | 10499 | 10065 | 10126 | 9191 | 8881 | 8246 | 7745 | 7252 | 6438 | 5861 | 5244 |

## Belege
1. ↑  Auflage zusammen mit Barmstedter Zeitung
2. ↑  ivw: Elmshorner Nachrichten
3. ↑  Anabelle Breimann: Miriam Scharlibbe verlässt Chefredaktion des sh:z. In: noz-mhn. 16. September 2024, abgerufen am 17. Juni 2025.
4. ↑  Impressum | shz.de. In: shz. (shz.de [abgerufen am 3. März 2017]).
5. ↑  Dierk Wulf: 150 Jahre Elmshorner Nachrichten, Elmshorn, 1. Oktober 2001
6. ↑  laut IVW, http://www.ivw.eu/aw/print/qa/titel/9073
7. ↑  laut IVW, erstes Quartal 2025, Mo–Sa (Details und Quartalsvergleich auf ivw.de)
8. ↑  laut IVW, jeweils viertes Quartal (Details auf ivw.de)
9. ↑  laut IVW, jeweils viertes Quartal (Details auf ivw.de)